# Oie cygnoïde
Anser cygnoides
Espèce
Répartition géographique
Statut de conservation UICN

 EN A4bcd : En danger
L'Oie cygnoïde (Anser cygnoides) est une espèce d'oies d'Extrême-Orient. Cette espèce, assez peu connue et actuellement menacée, est l'ancêtre de la race domestique appelée Oie de Guinée ou Oie de Chine.

## Morphologie
Les oies cygnoïdes sauvages mesurent entre 80 et 94 centimètres pour un poids allant de 2,8 à 3,5 kilogrammes. La longueur de l'aile est de 46 à 47 cm chez le mâle et de 44 à 45 cm chez la femelle, celle du bec respectivement de 89 à 99 mm et 87 mm, celle du tarse de 80 à 82 mm.
Le dimorphisme sexuel de l'Oie cygnoïde est peu marqué, même si les mâles sont un peu plus grands et plus lourds que les femelles. Les juvéniles sont comparables aux adultes, si ce n'est que leur calotte et l'arrière de leur cou est plus sombre et qu'ils ne possèdent pas de bordure blanche à la base du bec.
Le plumage est brunâtre sur le corps. La coloration de la tête et du cou sont caractéristiques : la gorge, le côté de la tête et le devant du cou sont brun très pâle, presque crème, alors que la calotte et le derrière du cou sont très foncés. Le bec est noir et les pattes orange.
Les races domestiques ont un plumage semblable, mais leur silhouette est beaucoup plus lourde et elles ont, en outre, une bosse (caroncule) à la base du bec.

## Éthologie

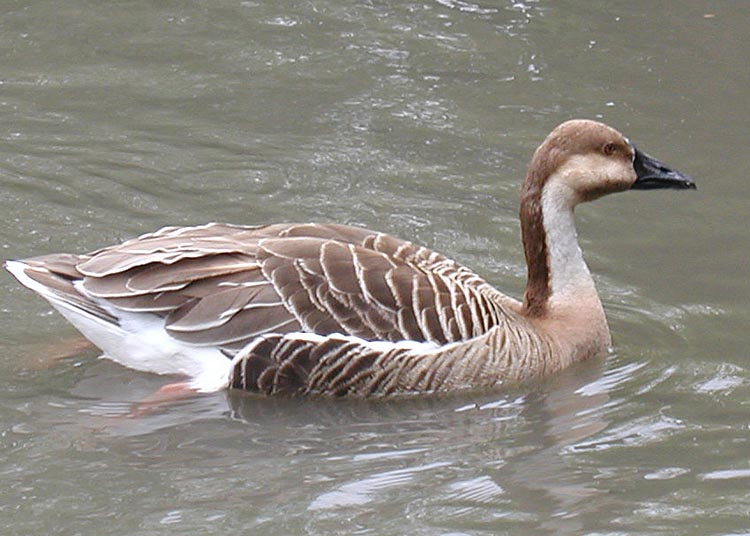
L'Oie cygnoïde nage rarement

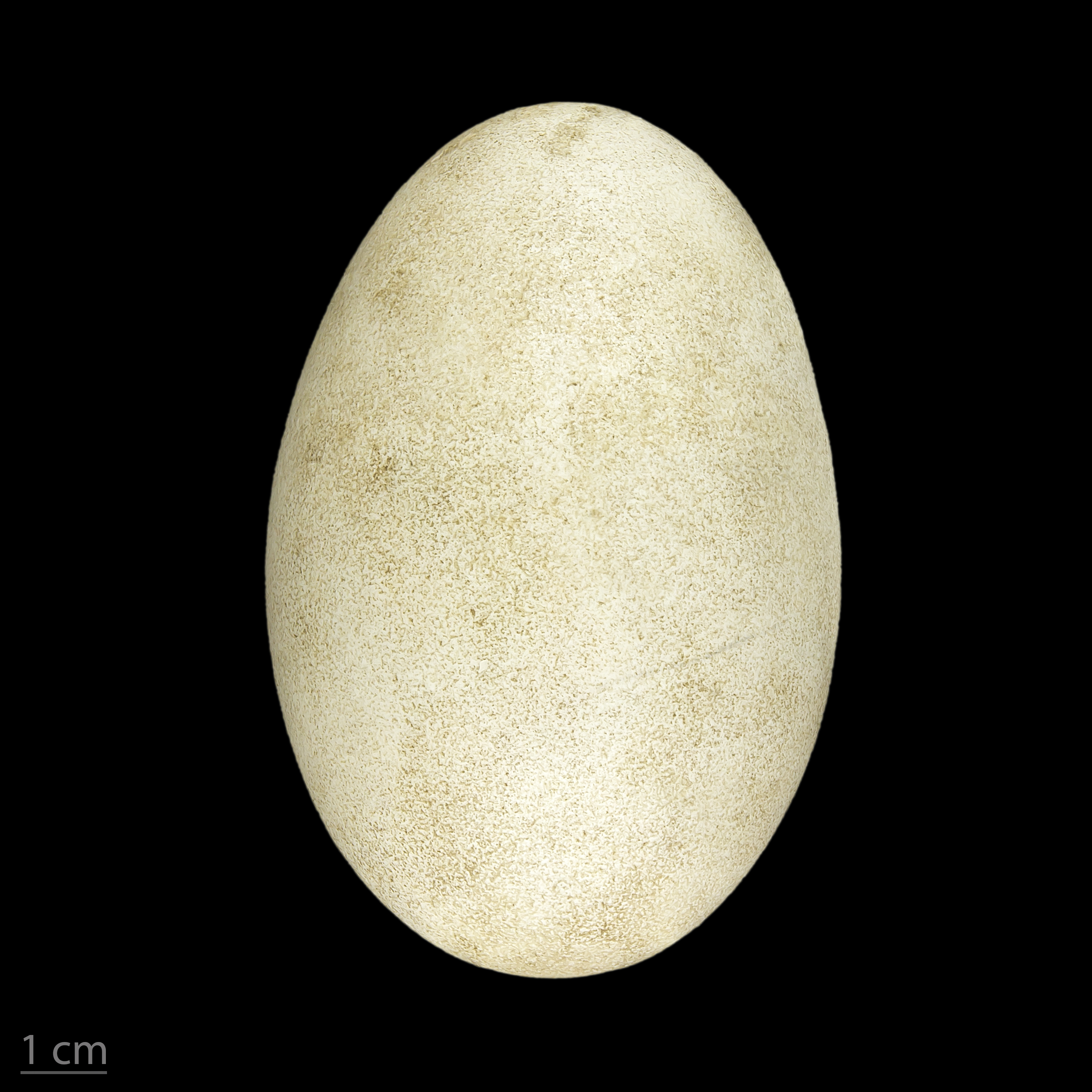
Anser cygnoides - MHNT

### Comportement
L'Oie cygnoïde est mal connue à l'état sauvage. Contrairement aux autres oies, elle est relativement peu grégaire : les groupes ne dépassent jamais plus de cent individus. Ainsi, c'est en petites bandes d'adultes qu'elles rejoignent les lieux de reproduction, où plusieurs couples peuvent cohabiter à proximité l'un de l'autre, et ce sont de petites bandes d'oisons flottants qui les quittent. L'Oie cygnoïde nage rarement sauf durant la période de mue.
Cependant, l'Oie cygnoïde peut s'associer à d'autres espèces d'oies, en particulier l'Oie des moissons.

### Alimentation
Ayant un régime principalement végétarien, l'Oie cygnoïde est friande de laîches qu'elle consomme sur son lieu de reproduction et à partir de l'automne, elle consomme principalement des baies(Oxycoccus, Vaccinium ovalifolium et Empetrum sibiricum).

### Reproduction
La nidification de l'Oie cygnoïde a lieu en avril/mai mais les sites de nidification en haute montagne ne sont occupés qu'à la fin de ce dernier mois. Le nid est placé sur un petit monticule près de l'eau et est construit avec des roseaux et diverses herbes. La ponte se déroule entre fin avril et début mai, elle est composée de trois à neuf œufs. Après l'éclosion, les petits se réunissent en masse dans l'eau et, se laissant porter par le courant, gagnent ainsi des lacs plus larges.

## Habitat et répartition
L'Oie cygnoïde fréquente lacs et marais de la steppe, les prairies dans les vallées. En hiver, on la trouve aussi dans les rizières ou dans des zones plus proches de la côte, comme dans des estuaires, sur des vasières et même parfois sur les plages.
Elle niche en Russie, où elle est devenue rare, la population ne comptant plus que 300 à 400 couples. L'oiseau y est victime d'une chasse excessive et de la destruction de ses zones de nidification. Elle niche également en Mongolie et dénombrait près de 1000 individus en 1977. Dans le sud et l'est de la Chine, il reste un effectif de 60 000 à 100 000 spécimens mais leur déclin est rapide. 61 650 oiseaux ont été recensés sur le lac Sha en décembre 2001 .

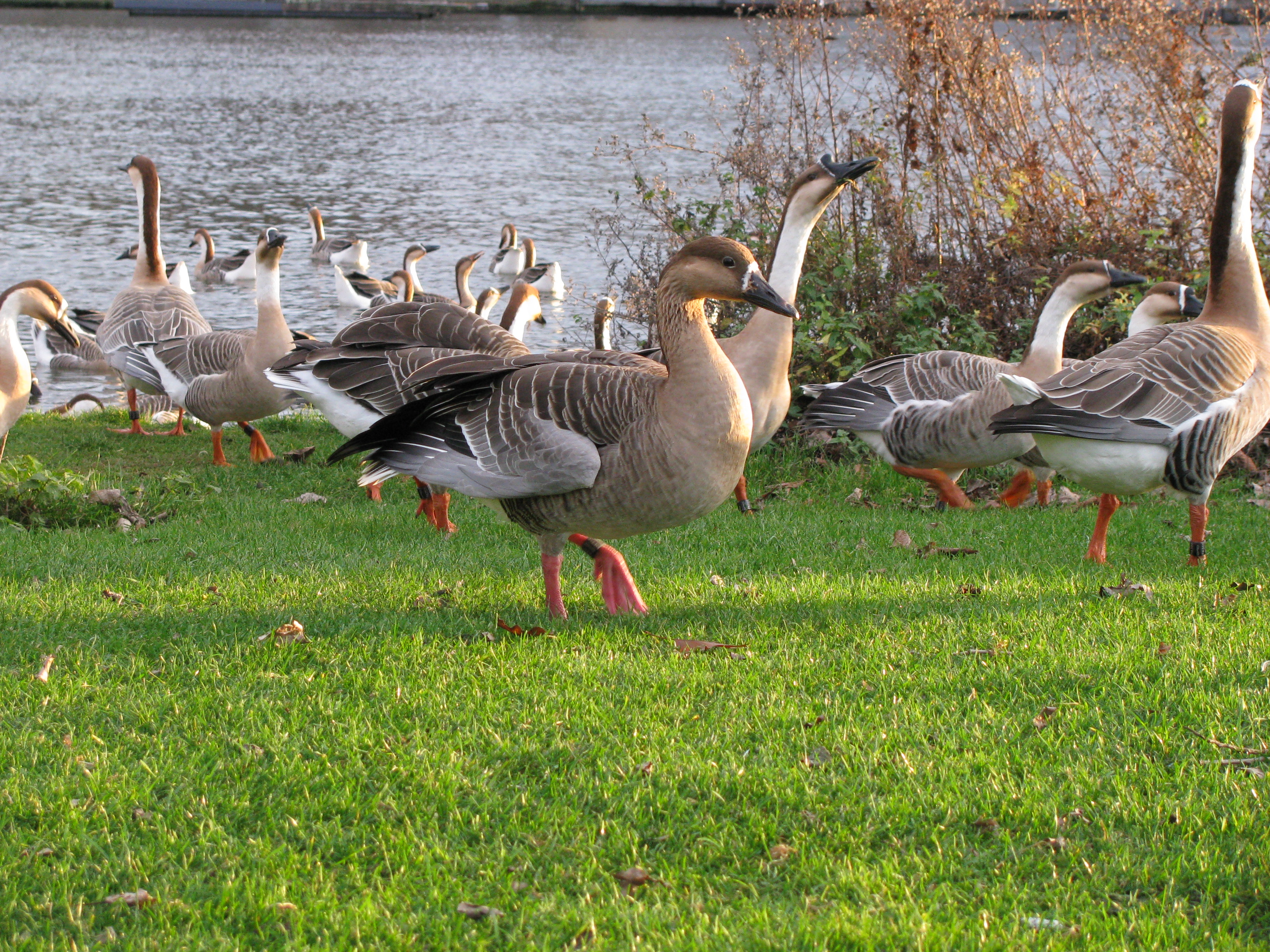
Oies cygnoïdes dans la prairie du Neckar à Heidelberg

Elle hiverne aussi dans le sud et l'est de la Chine, mais également à Taïwan, au Japon et en Corée, où elle est devenue occasionnelle.
Elle a été introduite par l'Homme dans de nombreux endroits du monde, mais la plupart du temps sous sa forme domestique, comme à Porto Rico mais aussi en Belgique et en France.
En Allemagne, à Heidelberg et dans les environs, il existe une population stable et libre d'oies cygnes qui, bien que croisées avec la forme domestiquée, correspondent en grande partie extérieurement à la forme sauvage.

## Menaces et protection
Pour protéger leurs nids des prédateurs, les oies cygnoïdes les bâtissent souvent sur des îles où la végétation est dense et les défendent en combattant.
L'oie cygnoïde une espèce menacée dont la population déclinante est comprise entre 30 000 et 50 000 individus. Les principales menaces qui pèsent sur l'oie cygnoïde sont la chasse, la collecte des œufs et le drainage des zones humides ainsi que, plus généralement, la destruction des habitats. Ainsi, par exemple, dans la plaine de Sanjiang, en Chine, la collecte d'œufs et le développement agricole sont probablement la cause de la baisse de 90 % des naissances d'Anatidae depuis 30 ans dans la région.
Cette espèce est protégée par la loi en Russie, en Mongolie, en Corée du Sud et dans certaines provinces chinoises Elle est aussi protégée par la Convention de Bonn (CMS) en annexe I Depuis 2000, un programme de conservation de l'espèce a été établi grâce à une collaboration russo-japonaise.

## Taxinomie
D'après la classification de référence (version 5.2, 2015) du Congrès ornithologique international, cette espèce est monotypique (non divisée en sous-espèces).
Il existe une race d'oies domestiques issue de cette espèce. Elle est connue sous le nom d'oie de Chine ou oie de Guinée.

### Synonymes
Anas cygnoid Linnaeus, 1758, Anas cygnoides, Cygnopsis cygnoides, Cycnopsis cygnoides (lapsus), Anser cygnoid.

### Photos et vidéos
- Anser cygnoides, galerie de photos Flickr sur Avibase